# Bruno Böttcher
Bruno Böttcher (* 12. März 1921 in Berlin; † 18. Oktober 2007 in Bad Sachsa) war ein deutscher Politiker (CDU).

## Leben
Bruno Böttcher besuchte ein Realgymnasium und machte eine kaufmännische Lehre bei der Firma Knorr-Bremse. 1940 wurde er von der Wehrmacht eingezogen und geriet schließlich in Kriegsgefangenschaft.
Nach dem Zweiten Weltkrieg wurde Böttcher 1946 Angestellter im öffentlichen Dienst und trat 1950 der CDU bei. 1954 wurde er Gewerkschaftssekretär und Geschäftsführer der Gewerkschaft der Polizei, im selben Jahr wurde er auch ehrenamtlicher Richter beim Sozialgericht Berlin. 1960 wurde er zum Richter beim Arbeitsgericht Berlin berufen. Bei der Berliner Wahl 1967 wurde Böttcher in das Abgeordnetenhaus von Berlin gewählt, dem er bis zum März 1975 angehörte.